# 春日康利
春日 康利（かすが やすとし）は、日本の元ラグビー選手。ポジションはロック。

## 略歴
- 大泉高校卒。
- 1986年（昭和61年） 早稲田大学入学

## 戦績
後藤禎和と「都立高校大コンビ」と称され、1989年度大学選手権で優勝。当時の早稲田大学は1987年度に日本選手権で社会人王者東芝府中を破り、日本一に輝いたチームであった。
堀越正巳（元・神戸製鋼）、今泉清（元サントリー）、藤掛三男（元ワールド）ら、「三羽烏」の活躍により、当時の学生最強チーム・明治大学を久々に破るなど、一気に国内のラグビー人気に灯を点けた。
1989年度大学選手権決勝でも、日本体育大学を相手に、45-14の大差で勝利したが、日本選手権では神戸製鋼に4－58で敗戦した。